# Ramiro Moliner Inglés
Ramiro Moliner Inglés (13 mars 1941 - 20 août 2024) est un prélat espagnol de l'Église catholique qui a fait carrière au service diplomatique du Saint-Siège.

## Biographie
Ramiro Moliner Inglés est né le 13 mars 1941 à Castelserás, province de Teruel, Espagne. Il étudie au séminaire de Saragosse et est ordonné prêtre le 19 mars 1965. Il obtient un doctorat en sciences sociales à l'Université pontificale grégorienne. Moliner Inglés meurt le 20 août 2024, à l'âge de 83 ans

## Carrière diplomatique
À l'Académie pontificale ecclésiastique, il étudie la diplomatie de 1970 à 1973. Ses premières affectations au service diplomatique du Saint-Siège le conduisent en Nouvelle-Zélande (en), en Équateur (en), au Costa Rica (en), au Brésil (en), en Uruguay (en), au Soudan (en) et en Grande-Bretagne. 
Le pape Jean-Paul II le nomme le 2 janvier 1993 archevêque titulaire de Sarda (de) et nonce apostolique en Papouasie-Nouvelle-Guinée (en) et aux Îles Salomon (en). Il reçoit sa consécration épiscopale le 22 février des mains du cardinal Antonio María Javierre Ortas avec comme consécrateurs Elías Yanes (es) et Cipriano Calderón Polo (it).
Le 10 mai 1997, Jean-Paul le nomme nonce apostolique au Guatemala (en)
Le 17 janvier 2004, Jean-Paul le nomme nonce apostolique en Éthiopie (en) et à Djibouti et délégué apostolique en Somalie (en)
Le 26 juillet 2008, le pape Benoît XVI le nomme nonce apostolique en Albanie (en)

## Succession apostolique
Ramiro Moliner Inglés a ordonné les évêques suivants :
- Évêque Raúl Antonio Martínez Paredes (es) (1999)